# Tractat de Londres (1359)
El Tractat de Londres de 1359 és un tractat internacional que fou signat l'any 1359 a la ciutat de Londres entre el Regne d'Anglaterra i el Regne de França.
Després de la derrota francesa en la batalla de Poitiers de 1356, en la qual Eduard de Woodstock aconseguí fer presoner el rei Joan II de França en el transcurs de la Guerra dels Cent Anys, els anglesos aconseguiren imposar la seva força en la signatura d'aquest tractat. Sobre la base dels termes de l'acord es permetia al Regne d'Anglaterra l'annexió d'una gran part de l'oest de França. Tot i la signatura per part dels francesos, el 25 de maig del mateix any els Estats Generals de França van considerar injust el tractat i el van repudiar adduint que els territoris cedits eren massa extensos. Això va originar la invasió anglesa del port de Calais el 28 d'octubre de 1359, veient-se obligats els francesos a cedir el territori de Guiena a l'Aquitània.